# Carole Costa
Carole Costa (Braga, 3 de maio de 1990) é uma futebolista portuguesa que atua como defesa.
Atualmente joga pelo Sport Lisboa e Benfica.
Fez a sua primeira internacionalização em 2006, fazendo, atualmente, parte da Seleção Portuguesa de Futebol Feminino.

## Clubes
- MSV Duisburg (Frauenfußball)
- BV Cloppenburg Frauen – 2016/2017[3]
- Sporting Clube de Portugal - 2017- 2020
- Sport Lisboa e Benfica - 2020 -